# Cardiff City Football Club
Pour les articles homonymes, voir Cardiff (homonymie).
Maillots
Actualités
Le Cardiff City Football Club, souvent abrégé en Cardiff City FC ou simplement Cardiff City, est un club de football gallois fondé en 1899. Le club, bien que situé géographiquement au pays de Galles, participe aux compétitions anglaises, n'ayant jamais accepté, malgré les demandes de l'UEFA de s'inscrire dans le championnat du pays de Galles de football. Il fait donc partie des quelques clubs de football jouant dans un championnat étranger.

## Histoire

### Les origines (1899-1920)
Fondé par Bartley Wilson en 1899 sous le nom de « Riverside », le club a pour ambition de rassembler les jeunes joueurs du Riverside Cricket Club, le cricket de la ville de Cardiff, afin de leur permettre de rester en bonne condition physique durant les mois d'hiver. L'équipe de football nouvellement formée joue ainsi plusieurs matchs amicaux contre des formations locales dans son stade de Sophia Gardens, mais, en 1900, Riverside rejoint la Cardiff & District League, une compétition de football, et se retrouve ainsi engagée pour sa première saison. Le club est rebaptisé « Riverside Albion » en 1902. En 1905, alors que le roi Édouard VII du Royaume-Uni accorde à la ville de Cardiff le statut de « cité », le club pose une requête pour avoir l'autorisation de se nommer « Cardiff City FC », mais la demande est rejetée pour la raison que Riverside ne joue pas à un niveau suffisant pour pouvoir prétendre à être le club phare de la ville. Ses dirigeants s'inscrivent donc à la ligue amateur galloise (Wales Amateur League) en 1907 et, l'année suivante, reçoivent l'autorisation de porter le nom de Cardiff City Football Club. Le club opte pour un statut professionnel en 1910 puis rejoint la League en 1920 (Division 2).

### À la recherche de la Premier League (2000-2013)

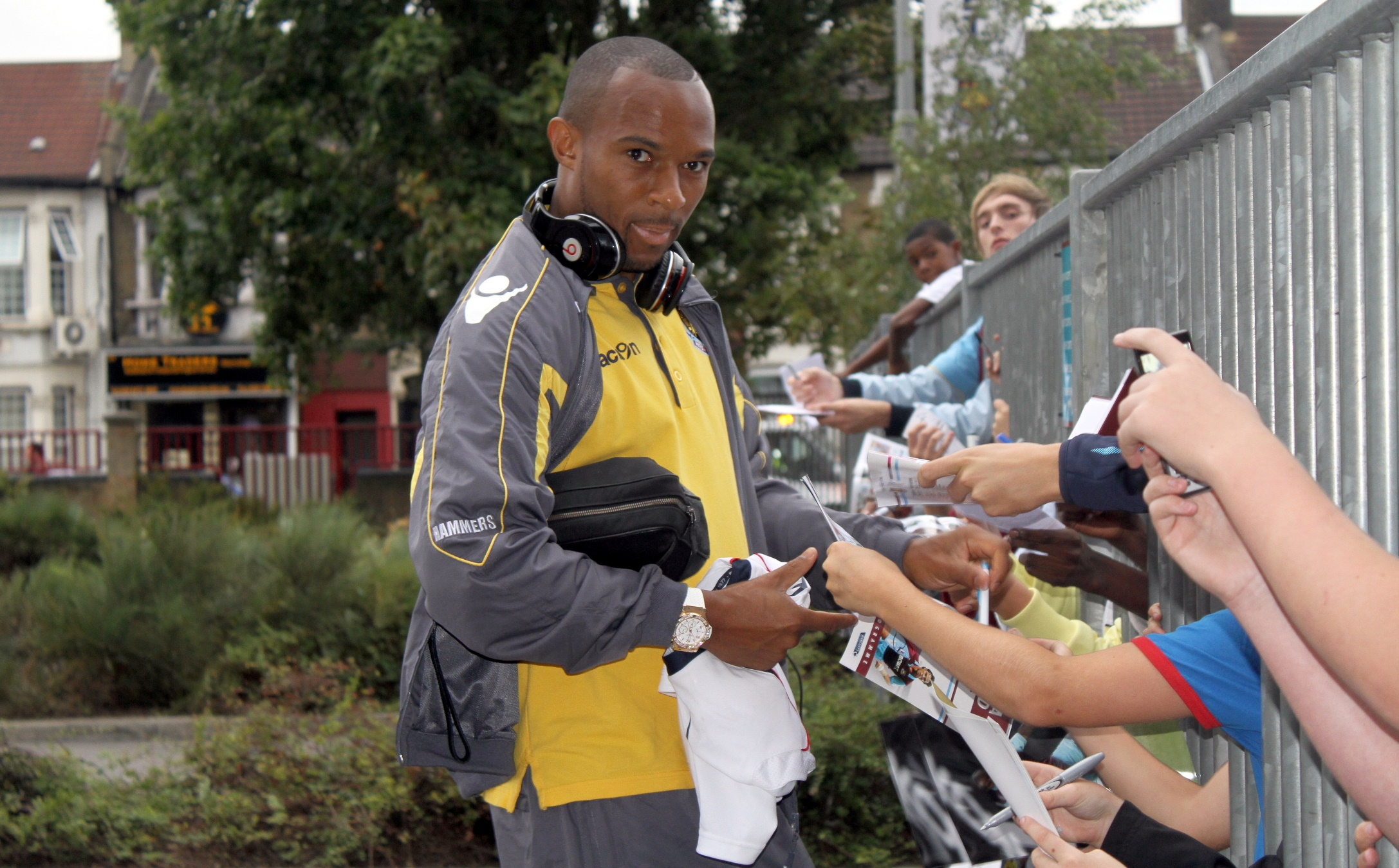
Danny Gabbidon.

Le 25 août 2000, le club est acquis par un homme d'affaires libanais, Sam Hammam avec l'objectif avoué de faire passer Cardiff City de la quatrième division à la Premier League. Joignant le geste à la parole, Hammam recrute des joueurs de divisions supérieures (Rhys Weston, Leo Fortune-West, Danny Gabbidon et d'autres) et bâtit une équipe ambitieuse. À la fin de cette première saison (2000-2001), le club termine deuxième et est promu en troisième division. En plus des résultats sportifs, le Ninian Park se remplit de plus en plus. La saison suivante (2001-2002), Hammam engage de nouvelles dépenses et fait signer au club de nouvelles recrues renommées, comme Neil Alexander, Spencer Prior ou encore Peter Horne qui, acheté 1,7 M£, devient la recrue la plus chère du club. Le 4 janvier de cette saison, Cardiff fait parler de lui dans toute l'Angleterre en éliminant Leeds United, alors en Premier League, 2-1 au troisième tour de la FA Cup, grâce à un but de Scott Young à la 87e minute. Néanmoins, l'équipe n'obtient pas la promotion en championnat, étant éliminée dans les play-offs par Stoke City, 2-3 sur l'ensemble des deux matchs.
Mais, durant la période de la présidence de Hammam, l'image du club est fortement dégradée. En 2011 le magazine britannique Four Four Two place l'équipe de Cardiff de la saison 2000-2001 parmi les 25 équipes de la planète les plus haïes de l'Histoire. Les déclarations de l'homme d'affaires sont en cause : à son arrivée, il ambitionne de faire de Cardiff un « Barça gallois » et emportant, selon lui, les cœurs de tous les Gallois. Au pays de Galles, Cardiff City, club de la capitale, a toujours suscité une certaine hostilité, notamment auprès de la ville voisine de Swansea, mais aussi dans la nation entière.
Racheté en 2006 par Peter Ridsdale à Sam Hammam, le club évolue en Championship (équivalent de la Ligue 2) de la saison 2002-2003 à la saison 2012-2013, à une marche de l'accession en Premier League.
Au cours de la saison 2008, Cardiff City parvient à atteindre la finale de la FA Cup (défaite 0-1 contre Portsmouth). Cependant, cette qualification a créé une polémique en Angleterre pour l'attribution d'une place en UEFA en cas de victoire car Cardiff n'est qu'invitée à participer aux compétitions anglaises. Elle ne peut donc pas représenter l'Angleterre dans une compétition européenne. Le 13 mars 2008, la Fédération anglaise annonce toutefois que Cardiff peut représenter l'Angleterre sur la scène européenne en cas de qualification.
Sportivement, la progression se fait lentement au sein du club. Toutes les saisons, Cardiff City se rapproche du haut du tableau, terminant 7e à l'issue de la saison 2008-2009 puis 4e les deux saisons suivantes. Mais l'échec en demi-finale des play-offs de 2011 est mal vécu par l'ensemble des supporters et Cardiff est l'objet de l'attaque de la presse, d'autant que le club, racheté au début de la saison par un investisseur malaisien, Chan Tien Ghee, ambitionnait la promotion directe. Terminer quatrième du championnat constitue donc un échec, et a fortiori une élimination peu glorieuse en play-offs (0-3 à domicile contre Reading). Quelques jours après le match, l'entraîneur Dave Jones est licencié et Malcolm Mackay, l'ex-entraîneur de Watford, nommé à sa place. L'Écossais parvient dès sa première saison à envoyer le club qu'il entraîne en finale de la Carling Cup où il s'incline face à Liverpool aux tirs au but.
Le début de la saision 2012-2013 marque un changement historique dans la couleur du club qui, sous l'impulsion de son président malaisien Dato Chan Tien Ghee, passe du bleu au rouge,. En janvier 2015, le président a renversé sa décision, et le club est retourné à son bleu traditionnel (en mi-saison).
Le club obtient sa montée en Premier League à l'issue de la saison 2012-2013 mais il redescend en 2e division la saison suivante.

### Cardiff City en Premier League
Cardiff City a joué pendant la saison 2013-2014 en Premier League, un des deux clubs gallois dans la ligue, l'autre étant Swansea City mais à l'issue de cette même saison, Cardiff finit bon dernier, ne comptabilisant que 30 points (parmi lesquels 7 victoires sur 38 matchs) et est relégué en Championship. Norwich et Fulham l'y accompagneront.
Cardiff City a joué pendant la saison 2018-2019 en Premier League, mais à la fin de la saison, le club est relégué en Championship.

### Relégations et Championship
A la fin de la saison 2018-19, le club finit dix-huitième et est relégué en Championship.
A la fin de la saison 2024-25, le club finit dix-huitième et est relégué en League One.

## Palmarès et records
| Championnats nationaux | Coupes nationales et régionales | Compétitions internationales                                 |
| - Championnat d'Angleterre (0) - Vice-champion : 1924. - Championnat d'Angleterre de deuxième division (1) - Champion : 2013. - Vice-champion : 1921, 1952, 1960 et 2018. - Championnat d'Angleterre de troisième division (1) - Champion : 1947. - Vice-champion : 1976, 1983. - Championnat d'Angleterre de quatrième division (1) - Champion : 1993. - Vice-champion : 1988, 2001. | - Coupe d'Angleterre (1) - Vainqueur : 1927. - Finaliste : 1925, 2008. - Coupe de la Ligue anglaise (0) - Finaliste : 2012 - Coupe du pays de Galles (22) - Vainqueur : 1912, 1920, 1922, 1923, 1927, 1928, 1930, 1956, 1959, 1964, 1965, 1967, 1968, 1969, 1970, 1971, 1973, 1974, 1976, 1988, 1992, 1993. - Community Shield (1) - Vainqueur : 1927 | - Coupe des vainqueurs de coupe (0) - Demi-finaliste : 1968. |

## Historique du logo

2003-2008
2008-2012
2012-2015
Depuis 2015

## Joueurs et personnages du club

### Entraîneurs
Le tableau suivant présente la liste des entraîneurs du club depuis 1910.
| Rang | Nom                   | Période   |
| ---- | --------------------- | --------- |
| 1    | Davy McDougall        | 1910-1911 |
| 2    | Fred Stewart          | 1911-1933 |
| 3    | Bartley Wilson        | 1933-1934 |
| 4    | Ben Watts-Jones       | 1934-1937 |
| 5    | Billy Jennings        | 1937-1939 |
| 6    | Cyril Spiers          | 1939-1946 |
| 7    | Billy McCandless      | 1946-1948 |
| 8    | Cyril Spiers          | 1948-1954 |
| 9    | Trevor Morris         | 1954-1958 |
| 10   | Bill Jones            | 1958-1962 |
| 11   | George Swindin        | 1962-1964 |
| 12   | Jimmy Scoular         | 1964-1973 |
| 13   | Lew Clayton (intérim) | 1973      |

| Rang | Nom                                       | Période   |
| ---- | ----------------------------------------- | --------- |
| 14   | Frank O'Farrell                           | 1973-1974 |
| 15   | Jimmy Andrews                             | 1974-1978 |
| 16   | Richard Morgan                            | 1978-1981 |
| 17   | Graham Williams                           | 1981-1982 |
| 18   | Len Ashurst                               | 1982-1984 |
| 19   | Jimmy Goodfellow & Jimmy Mullen (intérim) | 1984      |
| 20   | Jimmy Goodfellow                          | 1984      |
| 21   | Alan Durban                               | 1984-1986 |
| 22   | Jimmy Mullen (intérim)                    | 1986      |
| 23   | Frank Burrows                             | 1986-1989 |
| 24   | Len Ashurst                               | 1989-1991 |
| 25   | Eddie May                                 | 1991-1994 |

| Rang | Nom                     | Période   |
| ---- | ----------------------- | --------- |
| 26   | Terry Yorath            | 1994-1995 |
| 27   | Eddie May               | 1995      |
| 28   | Kenny Hibbitt           | 1995-1996 |
| 29   | Phil Neal               | 1996      |
| 30   | Kenny Hibbitt (intérim) | 1996      |
| 31   | Russell Osman           | 1996-1998 |
| 32   | Kenny Hibbitt           | 1998      |
| 33   | Frank Burrows           | 1998-2000 |
| 34   | Billy Ayre              | 2000      |
| 35   | Bobby Gould             | 2000      |
| 36   | Alan Cork               | 2000-2002 |
| 37   | Lennie Lawrence         | 2002-2005 |
| 38   | Dave Jones              | 2005-2011 |

| Rang | Nom                                    | Période   |
| ---- | -------------------------------------- | --------- |
| 39   | Malcolm Mackay                         | 2011-2013 |
| 40   | David Kerslake (intérim)               | 2013-2014 |
| 41   | Ole Gunnar Solskjær                    | 2014      |
| 42   | Scott Young & Danny Gabbidon (intérim) | 2014      |
| 43   | Russell Slade                          | 2014-2016 |
| 44   | Paul Trollope                          | 2016      |
| 45   | Neil Warnock                           | 2016-2019 |
| 46   | Neil Harris                            | 2019-2021 |
| 47   | Alan Scott                             | 2021-2022 |
| 48   | Mark Hudson                            | 2022-2023 |
| 49   | Dean Whitehead                         | 2023      |
| 50   | Sabri Lamouchi                         | 2023      |
| 51   | Erol Bulut                             | 2023-2024 |
| 52   | Ömer Riza                              | 2024-2025 |
| 53   | Aaron Ramsey                           | 2025      |
| 54   | Brian Barry-Murphy                     | 2025-     |

### Joueurs emblématiques
- Paul Bodin
- John Charles
- Declan John
- Aaron Ramsey
- John Toshack
- Gary Croft
- Tommy Doyle
- Danny Drinkwater
- Robbie Fowler
- Robin Friday
- Rhys Healey
- Tom Heaton
- Josh Murphy
- Spencer Prior
- Riccardo Scimeca
- Peter Whittingham
- David Marshall
- Jimmy Blair
- James Nelson
- Philip Mulryne
- Robert Glatzel
- Fábio
- Junior Hoilett
- Gary Medel
- Sol Bamba
- Wilfried Zaha
- Víctor Camarasa
- Kasper Schmeichel
- Niels Nkounkou
- Kévin Théophile-Catherine
- Bruno Ecuele Manga
- Aron Gunnarsson
- Bobby De Cordova-Reid
- Jun'ichi Inamoto
- Marouane Chamakh
- Jimmy Floyd Hasselbaink
- Semi Ajayi
- Magnus Wolff Eikrem
- Marko Grujić

## Structures du club

### Stades
Depuis juillet 2009, Cardiff City joue ses matchs à domicile dans un nouveau stade baptisé « Cardiff City Stadium ». Sa capacité maximale est de 33 316 spectateurs. C'est aussi le stade de l'équipe de rugby à XV des Cardiff Blues.

### Équipementiers et sponsors
Depuis la saison 2015-2016 l'équipementier du club est Adidas.
Depuis la saison 2011-2012 le sponsor principal du club est Visit Malaysia

## Soutien et image

### Supporters

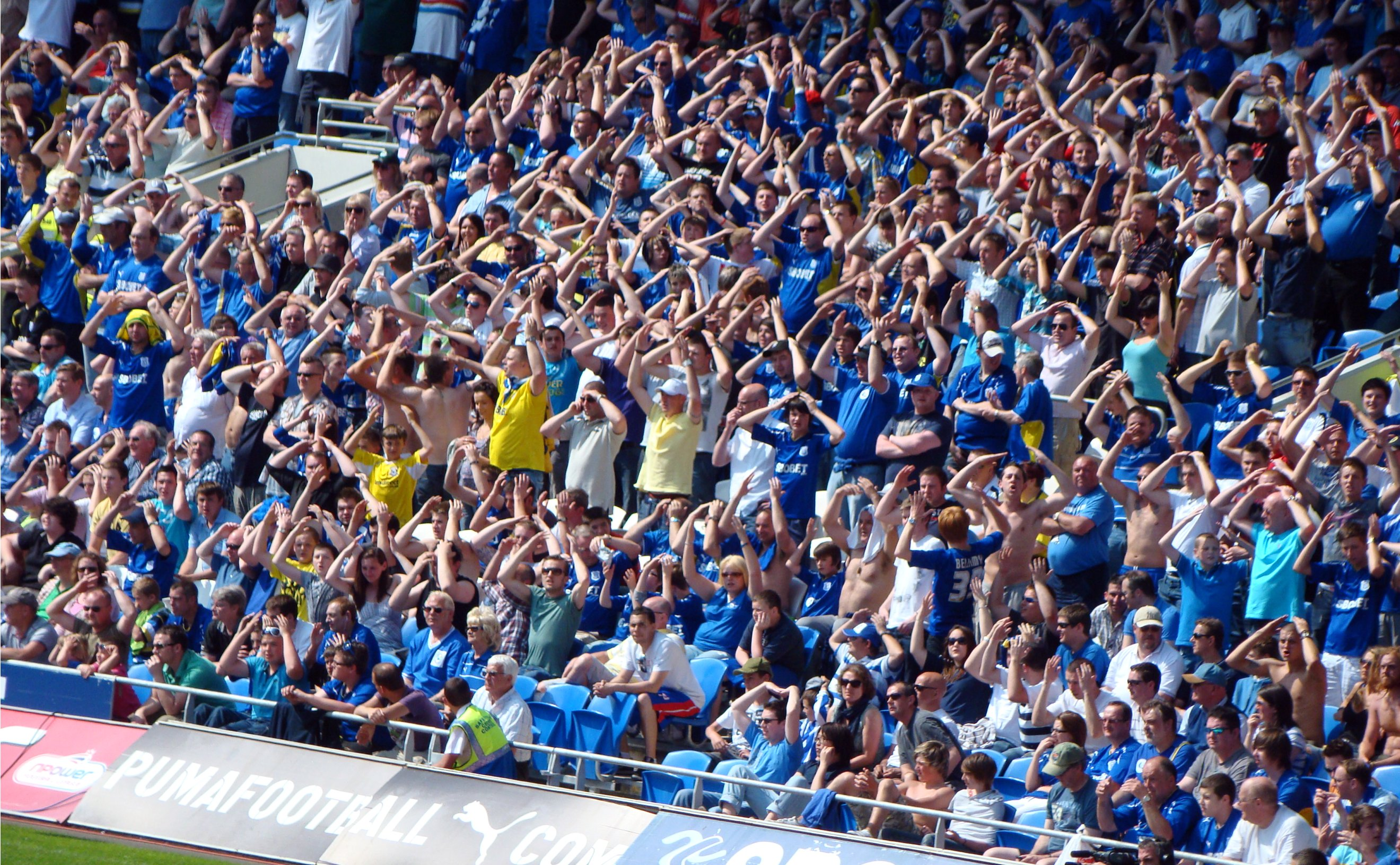
Chant de lAyatollah lors d'un match de Cardiff City le 23 avril 2011.

Les supporters de Cardiff City sont connus pour s'identifier au moyen d'un geste distinctif dénommé l'Ayatollah, consistant à taper le sommet de son crâne avec la paume de ses deux mains. Durant les matchs, ce geste est accompagné d'une chanson d'un groupe punk gallois, U Thant, dont le chanteur s'était inspiré de l'attitude gémissante des participants aux obsèques de l'Ayatollah Khomeini en 1989. C'est le 15 septembre 1990 que cette chanson et sa gestuelle particulière a été entonnée lors d'une rencontre de Cardiff City. Depuis, ce geste est caractéristique des supporters du club. Ainsi, d'anciens joueurs de Cardiff City ayant marqué des buts sur le terrain du rival gallois Swansea City ont à plusieurs reprises provoqué leurs adversaires en « faisant l'Ayatollah ». Dans certains cas, comme celui de Christian Roberts, natif de Cardiff et qui avait joué pour Cardiff City entre 1997 et 2000, l'affaire scandalise. Jouant alors pour Swindon Town, il inscrit un but sur le terrain de Swansea en octobre 2007 et fait un Ayatollah pour répondre à des provocations de supporters adverses subies durant tout le match. Il est contraint de sortir du stade sous protection policière. Selon un journaliste, « voir ce geste au Liberty Stadium [le stade de Swansea City] irriterait le plus calme des supporters. »
Ce geste, marque des supporters du club, est régulièrement repris par des joueurs ou des entraîneurs de Cardiff City. Robbie Fowler, par exemple, le réalise en 2007, Kenny Miller en 2011.

### Rivalités
Swansea City est l'un des plus grands rivaux de Cardiff localement et compétitivement